# 久野濱龍
久野濱龍（學名："Hisanohamasaurus"）是蜥腳下目恐龍的一屬，生存於上白堊紀的日本。牠的化石只有牙齒，是在1990年首次在大衛·蘭伯特（David Lambert）的書本中出現。但由於沒有經過正式研究的敘述、命名，久野濱龍被認為是無資格名稱（Nomen nudum）。久野濱龍被認為是屬於梁龍超科或納摩蓋吐龍科，至少是屬於蜥腳下目。牠的化石是發現於日本福島縣的磐城市。

## 外部連結
- 恐龍博物館──久野濱龍
- 蜥腳下目的各屬簡介與演化樹 - Thescelosaurus!
- 久野濱龍 （页面存档备份，存于） - Dinosaur Encyclopaedia